# Janethe Fontes
Janethe Fontes (Triunfo, 3 de dezembro de 1970 é Administradora, Ativista Cultural e Escritora brasileira.

## Biografia
Janethe Fontes vive em São Paulo desde 1 ano de idade. Atualmente, mora em Guarulhos/SP, é casada e mãe de dois filhos. Além de membro efetiva da Academia Guarulhense de Letras, ocupando a cadeira de nº 36, Janethe Fontes faz parte do Conselho de Cultura da Cidade de Guarulhos e de vários movimentos literários. É também mentora do Projeto Escritores na Escola da Cidade de Guarulhos, movimento que tem como objetivos: o incentivo à leitura, a busca pela formação de novos leitores; incrementar ao cotidiano escolar a prática da leitura do livro; despertar o gosto pela leitura, de forma que o aluno se conscientize da função e importância do hábito de ler para seus estudos e para seu conhecimento; enriquecer o conteúdo interdisciplinar, visando o aprendizado global; etc. Além de promover a aproximação e interatividade entre estudantes e escritores, através de encontros realizados em instituições escolares públicas e particulares.
Desde 2000, dedica-se a estudos sobre a condição da mulher no Brasil e no Mundo, sendo que em 2008 lançou seu 1º Livro, um Romance Ficção que tem como pano de fundo a violência sexual: Vítimas do Silêncio.
Em 2011, em seu segundo livro: Sentimento Fatal, aborda a violência doméstica, o ciúme e a paixão.
A partir de seu 3º livro, porém, Janethe Fontes, que sempre fora amante de romances policiais, sucumbe a essa antiga paixão e lança Doce Perseguição, um romance policial romântico cheio de aventura e suspense. Seu 4º livro: O voo da Fênix segue a mesma linha literária do 3º.

## Obras
• Vítimas do Silêncio, lançado em 2008, Editora Universo dos Livros;
• Sentimento Fatal, lançado em 2011, Editora Dracaena;.
• Doce Perseguição, lançado em 2012, Editora Giostri.
• O voo da Fênix, lançado em abril de 2014, Editora Giostri.

## Artigos recentes
- Fontes, Janethe (06 de Agosto de 2013). Geledés: 7 anos da Lei Maria da Penha. O que mudou?
- Fontes, Janethe (05 de Março de 2014): Dia Internacional da Mulher: comemorar o quê?
- Fontes, Janethe (04 de Junho de 2014): Príncipe? Você ainda acredita nisso?!